# Bez Jacka
Bez Jacka – polska grupa muzyczna wykonująca poezję śpiewaną. Śpiewa między innymi do tekstów wierszy Bolesława Leśmiana i lidera zespołu – Zbigniewa Stefańskiego.

## Historia zespołu
Nazwa nawiązuje do śmierci jednego z członków grupy – Jacka Stefańskiego. Jacek zginął w 1983 roku w Gdańsku, pobity przez „nieznanych sprawców” (jest wpisany na helsińską listę ofiar Stanu Wojennego).
Grupa powstała w roku 1974 pod nazwą „Kant”. Występowali w niej bracia Zbyszek, Jan i Jacek Stefańscy oraz ich kolega Maksymilian Ziętek. Na przełomie dekad Jan i Jacek wrócili do rodzinnego Gdańska, gdzie występowali jako Bracia Stefańscy, a Zbyszek został na Kielecczyźnie. Śmierć Jacka w sierpniu 1983 przerwała występy duetu. Wtedy też zrodziła się buntownicza nazwa formacji powstałej na bazie „Kantu”. Zbigniew Stefański, Jan Stefański i Jarosław „Horacy” Chrząstek postanowili wspólnie grać. Po paru miesiącach dołączył do zespołu Krzysztof „Lumbago” Górski.

## Obecny skład
- Zbigniew Maria Stefański – wokal, gitara
- Jarosław „Horacy” Chrząstek – flet, chórki
- Wojciech Sokołowski – gitara basowa, chórki
- Mariusz Wilke – gitara

## Dyskografia
- Kant (1976 jako Kant)
- Czas zmartwychwstania (1986)
- Kolędy (1991)
- Tartak - 93 Bez Jacka (1993)
- Zamazany cały świat (1994)
- Zatańcz ze mną na polanie (2000)
- Do mroku naglisz mnie (2003)
- Jasiu (2004)
- Ot tak po prostu, tom 1 (Bez Jacka i Słodki Całus Od Buby, 2008)
- Bez Jacka z chórem i orkiestrą (Bez Jacka, chór Voce Angeli i Krakowska Orkiestra Kameralna, 2009)
- Ot tak po prostu, tom 2 (Bez Jacka i Słodki Całus Od Buby, 2010)
- Wierząc w sny (2017)